# Западный соловей
Западный соловей, или южный соловей (лат. Luscinia megarhynchos) — вид птиц отряда воробьинообразных (Passeriformes) семейства мухоловковых (Muscicapidae).

## Внешний вид
Величина взрослой особи составляет приблизительно 16,5 см, что соответствует размеру домового воробья (Passer domesticus). Верхняя сторона тела окрашена в более светлые и тёплые коричневые тона, а нижняя часть тела серо-желтоватая. Хвост с красноватым оттенком, грудь без пятен и узоров. Лапки жёлто-розового цвета. Западного соловья нередко можно спутать с восточным соловьём (Luscinia luscinia), так как многие части тела у них одного цвета. Последний немного мельче по размеру, окрашен несколько темнее и обладает серо-коричневым пятнистым рисунком на груди. Кроме того, оба этих вида могут скрещиваться между собой в районах пересечения своих ареалов.

## Питание
Западный соловей питается насекомыми и их личинками, а также червями и гусеницами, иногда пауками и другими беспозвоночными животными. Осенью и летом его главную пищу составляют ягоды.

## Распространение
Западные соловьи — перелётные птицы, обитающие в Евразии и Северной Африке. Особи, населяющие Европу, зимуют в Африке. В Австралию эти птицы были завезены белыми поселенцами. Как правило, соловьи обитают в густых кустарниковых зарослях, на опушках леса и во влажных биотопах.

## Размножение

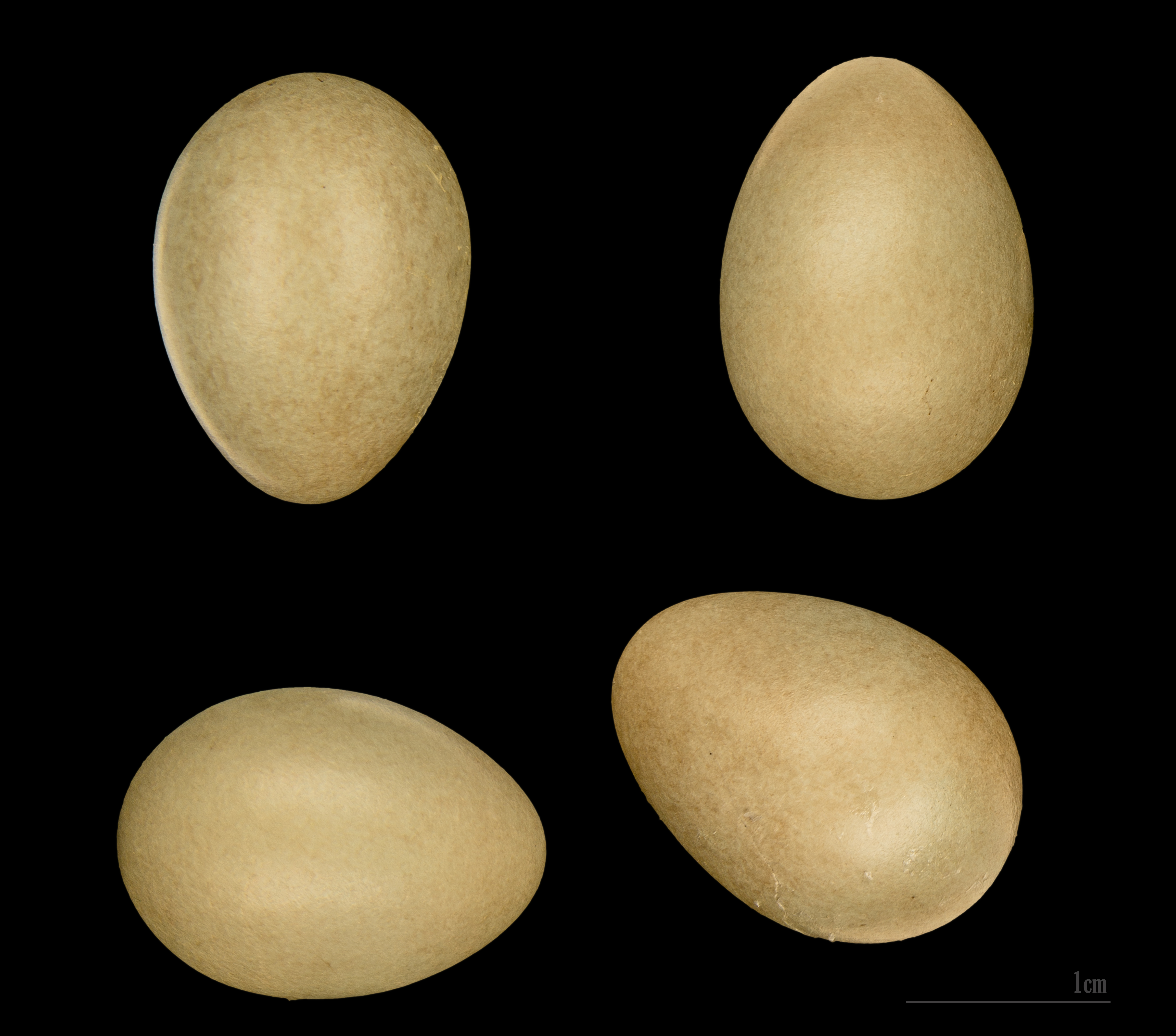
Luscinia megarhynchos

Гнёзда строятся на краю куста или прямо на земле. Их дно выстлано листьями, строительными материалами являются также мох и травинки. Самка строит гнездо без помощи самца. Период гнездования длится с середины апреля по середину июня. Как правило, яйца откладываются один раз в год, при особо благоприятных климатических условиях откладывание яиц может происходить и по два раза в год. В кладке от четырёх до шести зеленовато-коричневых яиц, которые насиживаются от 13 до 14 дней. Оба родителя кормят вылупившихся птенцов. В возрасте 11—12 дней птенцы впервые покидают гнездо, однако родители продолжают опекать их ещё на протяжении двух недель.